# Wowo
Wowo est un village du Cameroun situé dans la commune de Ndu et rattaché au département du Donga-Mantung, dans la région du Nord-Ouest.

## Géographie
Wowo est situé au centre de la commune de Ndu, entre les villages de Mangu et Njifah.

## Climat
Le climat, de type soudano-guinéen, est marqué par deux saisons et une pluviométrie unimodale. Durant la saison sèche, de novembre à mi-mars, les précipitations sont moindres, en particulier pendant les mois de janvier et février où les précipitations atteignent des valeurs proches de zéro. Pendant la saison des pluies, les précipitations dépassent parfois 400 mm par mois, en particulier en juillet, août et septembre. Chaque année, les précipitations vont de 1 300 à 3 000 mm, avec une moyenne de 2 000 mm.

## Population
En 1970, le village de Wowo est recensé avec Ndu.
Le Bureau central des recensements et des études de population (BCREP) a réalisé un recensement en 2005, le Répertoire actualisé des villages du Cameroun. Le recensement évaluait à 3 011 le nombre d'habitants. Ce chiffre inclut 1 376 hommes et 1 635 femmes.
Wowo est une des dix chefferies du clan Wiya. L'histoire rapporte que les Wowo et les Mbipgo sont de proches parents et ont migré avec les Tang ; ils sont aujourd'hui considérés comme appartenant au clan Wiya.

## Économie
Plus de 90 % des villageois de la commune de Ndu vivent de l’agriculture. La diversité des sols de la région permet de cultiver une grande variété de produits. Ainsi on peut trouver de la culture d’huile de palme et de riz en basse altitude et des plantations de pomme de terre irlandaise en haute altitude. Les autres cultures fréquentes incluent le thé, l’huile de palme, les plantations de café, de riz, de maïs, de haricots, de pommes de terre, d'ignames ainsi que de bananes plantains. Divers systèmes de production agricole sont employés, parmi lesquels la jachère, la culture mixte, la monoculture, la culture continue et l'agriculture commerciale.
L’élevage est une activité structurante de la commune. Les bovins, chevaux, chèvres, moutons et volailles y sont nombreux.

## Système éducatif
Le village de Wowo comprend deux écoles primaires, la CBC Wowo et la GS Wowo.

## Accès à l’électricité
Wowo est un des six villages alimenté en électricité. La connexion aux maisons individuelles est encore très limitée dans les zones urbaines de Ndu et de Mbiyeh. À Ngarum, Wowo et ses environs, où il y a déjà une extension, il existe toujours un problème de connexion aux maisons individuelles.

## Santé et hôpitaux
Le village comprend un centre de soins, le poste de santé de Wowo.

## Réseau routier
Trois routes passent passent par Wowo ; la première rejoint Ndu, Njilah, Sehn et Ntumbaw, une seconde route passe par Wowo, reliant Mangu, Sinna, Nwa et une dernière route relie Mbarseh, Njimkang, Wowo et Njilah.